# Tag til marked i Fjordby
Tag til marked i Fjordby er en dansk film fra 1957.
- Manuskript John Olsen og Peer Guldbrandsen.
- Instruktion Poul Bang.

## Medvirkende
- Dirch Passer
- Ove Sprogøe
- Buster Larsen
- Lily Broberg
- Asbjørn Andersen
- Paul Hagen
- Henry Nielsen
- Karl Gustav Ahlefeldt
- Bent Vejlby
- Carl Johan Hviid
- Miskow Makwarth
- Christian Jørgen "Tribini" Nielsen